# Facetøje
Et facetøje eller sammensat øje er et synsorgan hos leddyr såsom insekter og krebsdyr. Det kan bestå af tusindvis af såkaldte ommatidia, som er små uafhængige lysmodtagelsesenheder, der hver består af en hornhinde, en linse og fotoreceptorceller, som skelner mellem lysstyrke og farve. Billedet opfattet af en sådant leddyrsøje er en kombination af input fra de talrige ommatidier, som alle peger i lidt forskellige retninger.

## Funktion
Sammenlignet med enkeltblænde øje har sammensatte øjne en dårlig billedopløsning; dog har de en meget stor synsvinkel og en evne til at detektere hurtige bevægelser og i nogle tilfælde polarisering af lys.
Fordi et sammensat øje består af en samling af ommatidier, hver med sin egen linse, vil lys komme ind i hvert ommatidium i stedet for at bruge et enkelt indgangspunkt. De individuelle lysreceptorer bag hver linse tændes og slukkes derefter på grund af en række ændringer i lysintensiteten under bevægelse, eller når et objekt bevæger sig, hvilket skaber flimmer (engelsk: flicker). Flimmerfrekvensen er den hastighed, hvormed ommatidia tændes og slukkes, og jo kortere den er, des lettere er det at kunne reagere hurtigt på opfattede bevægelser; honningbier reagerer på 0,01 sekunder sammenlignet med menneskets reaktionstid på 0,05 sekunder. 